# Acropora eurystoma
Acropora eurystoma är en korallart som först beskrevs av Carl Benjamin Klunzinger 1879.  Acropora eurystoma ingår i släktet Acropora och familjen Acroporidae. Inga underarter finns listade i Catalogue of Life.